# Дышев, Андрей Михайлович
Андрей Михайлович Дышев (род. 14 июля 1960, Вологодская область) — российский писатель, военный корреспондент, редактор.

## Биография
Родился 14 июля 1960 года в Вологодской области, в семье военнослужащего.
Окончил Львовское высшее военное училище по специальности военный корреспондент, редакторское отделение Гуманитарной академии Вооруженных Сил России.  
Проходил службу в Закавказье, Средней Азии, учился в Москве. Потомственный российский офицер.  
Его дед в чине поручика царской армии воевал на фронтах Первой мировой; его отец — полковник Советской армии. А он — полковник Российской армии в запасе[уточнить], член Союза писателей России, журналист, путешественник. В качестве корреспондента неоднократно бывал в «горячих точках», служил в легендарной 201-й дивизии в Афганистане. Награжден орденом Красной Звезды. 
После увольнения из армии подполковником запаса[уточнить], вступил в Союз писателей России и полностью посвятил себя литературной работе. Лауреат премии Министерства внутренних дел России в области литературы, премии А.С. Грибоедова.  
Победитель Всероссийского литературного конкурса «Спасибо тебе, солдат», победитель конкурса на лучшее литературное произведение «Камрад, амиго, шурави». 
Его книги написаны богатым, легким языком; его герои покоряют не только женские сердца, но и горные вершины, опускаются в морские глубины, садятся за штурвал самолета — словом, делают все то, что умеют делать настоящие мужчины, — такие же, как автор.   
За службу в Афганистане награжден орденом Красной звезды. Уволился из армии подполковником запаса, вступил в Союз писателей России и полностью посвятил себя литературной работе. Лауреат премии Министерства Внутренних Дел России в области литературы. Проживает с семьей в Москве. Автор двадцати пяти остросюжетных романов, большинство из которых объединяет общий главный герой - частный детектив Кирилл Вацура. Логика и решительность потомственного офицера, полная романтики жизнь завзятого путешественника позволяют Андрею Дышеву работать на стыке жанров – романтического и интеллектуального детектива. Автор в полной мере использует богатство и выразительность русского языка, его произведения отличает легкий, изящный стиль письма, отточенный годами журналистской и литературной работы.  
По мотивам произведений автора сняты телевизионные сериалы: «Шатун», «Следопыт», «Огонь, вода и бриллианты».